# Alfred Rapacki
Alfred Rapacki, ps. „Złom” (ur. 29 czerwca 1897 w Brodach, zm. 20 września 1968 w Londynie) – oficer piechoty Wojska Polskiego II RP, później major rezerwy, działacz niepodległościowy, kawaler Orderu Virtuti Militari.

## Życiorys
Urodził się 29 czerwca 1897 w Brodach, ówczesnym mieście powiatowym Królestwa Galicji i Lodomerii, w rodzinie Antoniego, powstańca styczniowego, i Rozalii z Rutkowskich. Podczas I wojny światowej był żołnierzem Legionów Polskich w szeregach I Brygady w 5 pułku piechoty. Od grudnia 1917 był żołnierzem Polskiego Korpusu Posiłkowego, a od stycznia 1918 przebywał we Lwowie, gdzie podjął działalność w Polskiej Organizacji Wojskowej, działając w stopniu podporucznika i posługując się pseudonimem „Złom”, objął funkcję komendanta placu. W listopadzie 1918 brał udział w obronie Lwowa w trakcie wojny polsko-ukraińskiej, w stopniu podporucznika służył na II Odcinku i pełnił stanowisko komendanta Reduty Piłsudskiego. Uczestniczył w wojnie polsko-bolszewickiej w szeregach 5 pułku piechoty Legionów. Za udział w wojnie 1918-1920 otrzymał Order Virtuti Militari. W Wojsku Polskim został awansowany do stopnia porucznika piechoty ze starszeństwem z dniem 1 czerwca 1919, a następnie do stopnia kapitana piechoty ze starszeństwem z dniem 1 lipca 1923. W latach 20. był oficerem 54 pułku piechoty w Tarnopolu, w tym w 1923 jako oficer w tymczasowym stanie, etacie przejściowym, był przedstawicielem Ministerstwa Spraw Wojskowych przy Powiatowej Komitecie Nadawczym Kossów. W 1928 jako oficer 66 pułku piechoty (Chełmno) był przedstawicielem MSWojsk. przy Powiatowym Komitecie Nadawczym Baranowicze. Z dniem 31 grudnia 1930 został przeniesiony do 13 pułku piechoty w Pułtusku na stanowisko komendanta obwodowego Przysposobienia Wojskowego. W czerwcu 1933 został przeniesiony do 40 Pułku Piechoty we Lwowie. W połowie lat 30. był prezesem Związku Peowiaków we Lwowie. W czerwcu 1934 został przeniesiony do korpusu oficerów taborowych z równoczesnym wyznaczeniem na stanowisko oficera taborowego w 40 pp. W 1939 pełnił służbę w 5 Dywizji Piechoty we Lwowie na stanowisku oficera taborowego.
W czasie kampanii wrześniowej był dowódcą taborów 5 Dywizji Piechoty. Wziął udział w obronie Warszawy. Po wojnie przebywał na emigracji w Wielkiej Brytanii. Do końca życia pozostawał w stopniu majora rezerwy. Zmarł nagle 20 września 1968 w Londynie. Został pochowany na tamtejszym Cmentarzu North Sheen.
Był żonaty, miał syna Andrzeja Tomasza (ur. 1930).

## Ordery i odznaczenia
- Krzyż Srebrny Orderu Wojskowego Virtuti Militari nr 6632 – 17 maja 1922[24][4]
- Krzyż Niepodległości – 13 kwietnia 1931 „za pracę w dziele odzyskania niepodległości”[25][26]
- Krzyż Walecznych czterokrotnie[27]
- Srebrny Krzyż Zasługi[27]
- Medal Pamiątkowy za Wojnę 1918–1921[1]
- Medal Dziesięciolecia Odzyskanej Niepodległości[1]
- Odznaka „Za wierną służbę”[1]
- Odznaka pamiątkowa Polskiej Organizacji Wojskowej[1]
- Krzyż Obrony Lwowa z mieczami[1]
- Odznaka za Rany i Kontuzje z jedną gwiazdką[1]
- odznaczenia polskie i zagraniczne[2]